# Ipomoea emetica
Ipomoea emetica är en vindeväxtart som beskrevs av Jacques Denys Denis Choisy. Ipomoea emetica ingår i släktet praktvindor, och familjen vindeväxter. Inga underarter finns listade i Catalogue of Life.